# Pseudoneureclipsis proxima
Pseudoneureclipsis proxima là một loài Trichoptera trong họ Dipseudopsidae. Chúng phân bố ở miền Cổ bắc.